# Schärding (distrikt)
Schärding är ett distrikt (Bezirk) i det österrikiska  förbundslandet Oberösterreich. Dess huvudort är  Schärding. I norr och väster gränsar distriktet till Bayern i Tyskland
Distriktet delas in i en stadskommun, 9 köpingskommuner och 20 kommuner:

Kommunerna i distriktet Schärding

Stadskommun (Stadtgemeinde):
- Schärding

Köpingskommuner (Marktgemeinden):
- Andorf
- Engelhartszell
- Kopfing im Innkreis
- Münzkirchen
- Raab
- Riedau
- Sankt Florian am Inn
- Schardenberg
- Taufkirchen an der Pram

Kommuner (Gemeinden):
- Altschwendt
- Brunnenthal
- Diersbach
- Dorf an der Pram
- Eggerding
- Enzenkirchen
- Esternberg
- Freinberg
- Mayrhof
- Rainbach im Innkreis
- Sankt Aegidi
- Sankt Marienkirchen bei Schärding
- Sankt Roman
- Sankt Willibald
- Sigharting
- Suben
- Vichtenstein
- Waldkirchen am Wesen
- Wernstein am Inn
- Zell an der Pram